# Acmaeoderopsis junki
Acmaeoderopsis junki är en skalbaggsart som först beskrevs av André Théry 1929.  Acmaeoderopsis junki ingår i släktet Acmaeoderopsis och familjen praktbaggar. Inga underarter finns listade i Catalogue of Life.